# 松岡司
松岡 司（まつおか まもる、1943年2月19日 - 2020年5月11日）は、日本の近代史研究家、佐川町青山文庫名誉館長。

## 概要と経歴
高知県佐川町生まれ。法政大学大学院日本史学専攻修士課程中退。高知県職員時代から歴史の研究、発掘に取り組み、県立郷土文化会館主監を最後に1989年に退職。1991年から佐川町立青山文庫の学芸員、1995年から2008年まで館長を務めた。
2019年3月に体調を崩し入院、2020年5月11日午後2時、療養先の高知市内の病院で死去。77歳。

## 著書
高知県ゆかりの歴史人物本
- 武市瑞山関連本
  - 『武市半平太伝』（新人物往来社）
  - シリーズ・実像に迫る8『武市半平太』（戎光祥出版）
- 岡田以蔵関連本
  - 『正伝岡田以蔵』（戎光祥出版）
- 坂本龍馬関連本
  - 『定本坂本龍馬伝―青い航跡』（新人物往来社）
  - 『異聞・珍聞・龍馬伝』（新人物往来社）
- 中岡慎太郎関連本
  - 『中岡慎太郎伝　大輪の回天』（新人物往来社）
  - 『中岡慎太郎　龍馬と散った男の生涯』（新人物往来社） - 上記の『中岡慎太郎伝　大輪の回天』の改訂版。
- 『土佐藩家老物語』（2001年）
- 『牧野富太郎 通信』（トンボ出版）